# Uljajaure
Uljajaure är en sjö i Arjeplogs kommun i Lappland och ingår i Skellefteälvens huvudavrinningsområde. Sjön har en area på 3,98 kvadratkilometer och ligger 420 meter över havet.

## Delavrinningsområde
Uljajaure ingår i det delavrinningsområde (731613-158474) som SMHI kallar för Utloppet av Uljajaure. Medelhöjden är 477 meter över havet och ytan är 18,42 kvadratkilometer. Det finns ett avrinningsområde uppströms, och räknas det in blir den ackumulerade arean 31,59 kvadratkilometer. Vattendraget som avvattnar avrinningsområdet har biflödesordning 2, vilket innebär att vattnet flödar genom totalt 2 vattendrag innan det når havet efter 248 kilometer. Avrinningsområdet består mestadels av skog (64 procent). Avrinningsområdet har 3,98 kvadratkilometer vattenytor vilket ger det en sjöprocent på 21,6 procent.